# Focke-Wulf Fw 61
Focke-Wulf Fw 61 – śmigłowiec konstrukcji niemieckiej, znany także jako Fa 61. W 1936 odbyto na nim pierwszy lot, który był zarazem pierwszym w historii w pełni kontrolowanym lotem śmigłowca.

## Historia
Prof. Heinrich Focke i inżynier Gerd Achgelis rozpoczęli pracę nad Fw 61 w 1932 r. Najpierw wybudowali model swobodnie latający o masie 4,9 kg, napędzany dwucylindrowym silnikiem o mocy 0,5 kW. Próby przeprowadzone na modelu dały pozytywne rezultaty. W jednym z lotów osiągnął on pułap 18 metrów. Następnie Focke przeprowadził próby w tunelu aerodynamicznym z wirnikiem naturalnej wielkości. Do budowy docelowego śmigłowca wykorzystano kadłub popularnego samolotu treningowego Focke-Wulf Fw 44 Stieglitz. Pojedynczy silnik napędzał dwa śmigła znajdujące się po obu stronach kadłuba na kratownicowych wysięgnikach. Po pomyślnych próbach na uwięzi, pilot Ewald Rohlfs, 26 czerwca 1936 roku wykonał pierwszy swobodny lot. Trwał on zaledwie 28 sekund, ale lot numer cztery już 16 minut. 10 maja 1937 roku śmigłowiec po raz pierwszy wprowadzono w autorotacje i wykonano na nim lądowanie autorotacyjne. W lutym 1938 roku śmigłowiec zaprezentowano po raz pierwszy przed publicznością. Pilotka Hanna Reitsch, pierwsza kobieta za sterami śmigłowca, wykonała na nim lot pokazowy w hali sportowej Deutschlandhalle w Berlinie. Na Fw 61 ustanowiono kilka rekordów świata dla śmigłowców. 25 czerwca 1937 roku Ewald Rohlfs ustanowił nowy rekord świata w locie w obwodzie zamkniętym. W tym samym dniu wznosząc się na wysokość 2439 metrów poprawił dotychczasowy rekord wysokości lotu wynoszący zaledwie 158 m. Dzień później ustanowiono rekord prędkości 122,533 km/h i czasu zawisu – 1 h 20 min 49 s. 25 października 1937 roku Hanna Reitsch ustanowiła rekord w długości przelotu po prostej, na trasie Stendal – Berlin przeleciała 108,9 km. 20 czerwca rok później Carl Bode w locie po prostej przeleciał 230,3 km a 29 stycznia 1939 roku ustanowił nowy rekord wysokości lotu wynoszący 3427 m. Wybudowano dwa egzemplarze: D-EBVU i D-EKRA. Obydwa zostały zniszczone podczas II wojny światowej podczas bombardowań Berlina. Po wojnie zbudowano replikę śmigłowca, można ją obecnie oglądać w Deutsches Museum w Monachium.

## Konstrukcja

Silnik Sh-14 eksponowany w MLP w Krakowie

Kadłub śmigłowca pochodzi z samolotu Focke-Wulf Fw 44. Z przodu kadłuba przed kabiną pilota umieszczono dwa kratownicowe wysięgniki, na których umieszczono wirniki. Zmodyfikowano podwozie dodając goleń przednią i przebudowano podwozie główne. Napęd stanowił 7-cylindrowy silnik gwiazdowy Siemens-Halske Sh 14. Zmodyfikowano silnik w ten sposób, że stworzono dodatkowe wyjście wału napędowego z tyłu skrzyni korbowej. Zamontowano tam rozdwojone wyprowadzenie mocy do wirników, wałki kardanowe przenosiły moc bezpośrednio do wirników. Zachowano oryginalne śmigło Fw 44 zmniejszając jego średnicę o połowę, pełniło ono funkcję wentylatora chłodzącego silnik. Łopaty wirników zamontowane były na głowicach, w których znajdował się mechanizm zmiany skoku łopat wirnika. Konstrukcji śmigłowca Fw 61, mimo że była udana, nie rozwijano. Doświadczenia, zebrane podczas prac nad tą konstrukcją, były bardzo cenne dla rozwoju innych tego typu projektów.

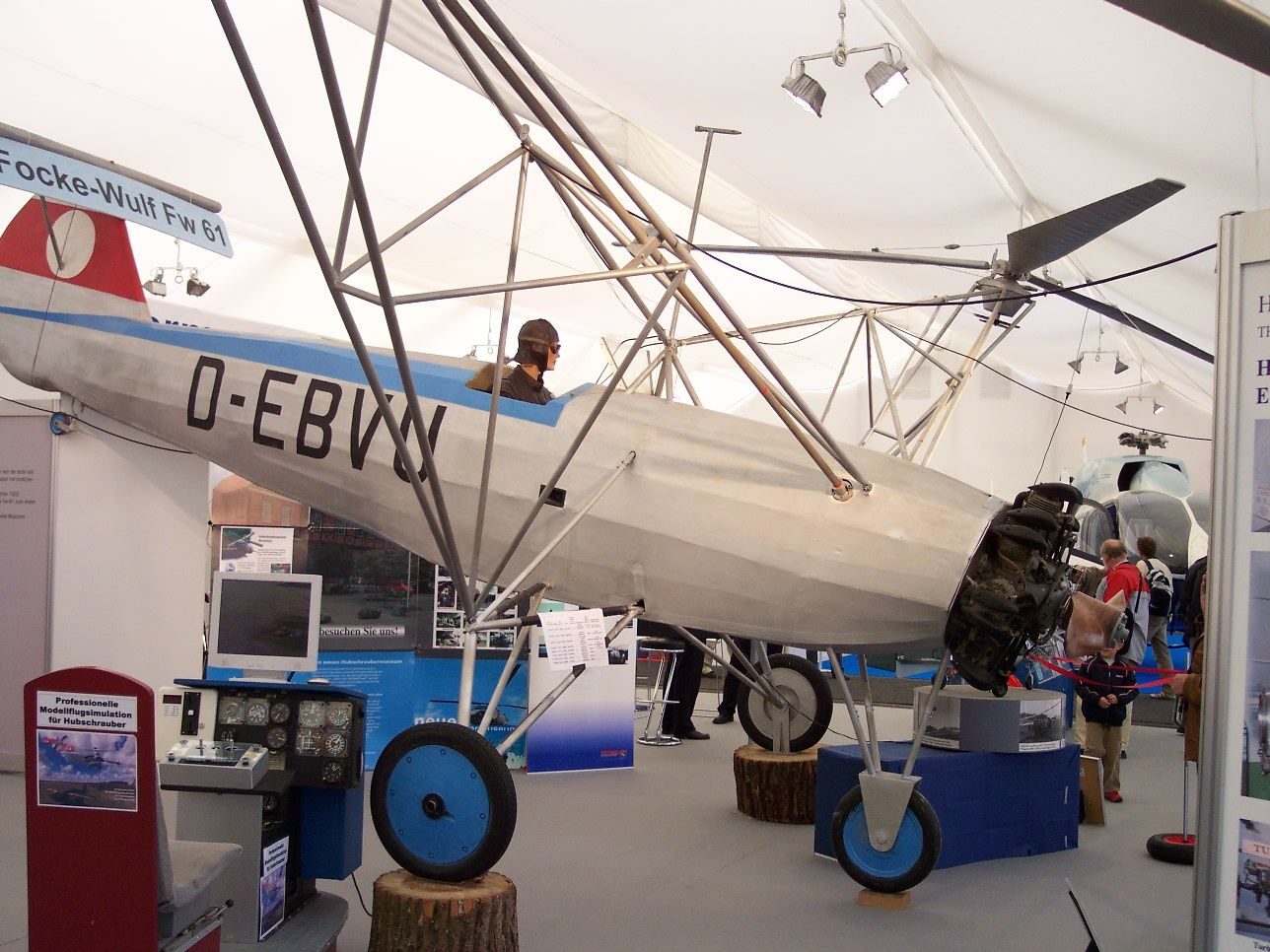
Focke-Wulf Fw 61